# (1815) Beethoven
(1815) Beethoven est un astéroïde de la ceinture principale.

## Description
(1815) Beethoven est un astéroïde de la ceinture principale découvert le 27 janvier 1932 par l'astronome allemand Karl Wilhelm Reinmuth. Le lieu de découverte est Heidelberg (024). Sa désignation provisoire était 1932 CE1.

## Nom
Il a été nommé en l'honneur du compositeur allemand Ludwig van Beethoven (1770-1827).